# NSU TT
El NSU Prinz 1000 TT, el NSU TT y el NSU TTS fueron automóviles de turismo deportivos fabricados por NSU Motorenwerke AG entre 1965 y 1972 en diferentes versiones. Se basaban en el modelo de gran serie NSU Prinz 1000.

## Prinz 1000 TT (Typ 67b)
En 1965 se empezó a comercializar el Prinz 1000 TT junto al ya existente Prinz 1000. Montaba el motor de 1.085 cc del NSU Typ 110 con 55 CV (40kW) de potencia y alcanzaba una velocidad máxima de 148 km/h.
Tal y como escribió Gert Hack en la revista auto motor und sport, de entrada el TT puede trazar curvas de manera ágil y rápida; sorprende sobre todo la manejabilidad y la facilidad con la que el coche se deja conducir.
El NSU Prinz 1000 TT original se distinguía por los dobles faros delanteros y la franja negra, ubicada entre los mismos, con la inscripción «NSU Prinz 1000», las ventanillas traseras practicables y las letras cromadas «TT» en la parte posterior. Además, junto a las tomas de aire en el compartimento motor trasero se practicaron dos orificios para el radiador de aceite. La escasa refrigeración del compartimento del motor hace que éste tienda a sobrecalentarse, motivo por el cual se circula con la tapa del motor abierta. Era habitual que se originaran incendios debido a la rotura de un conducto de aceite. Además, el coche era sensible al viento lateral.
En dos años se fabricaron 14.292 NSU Prinz 1000 TT con el motor de 1,1 litros.

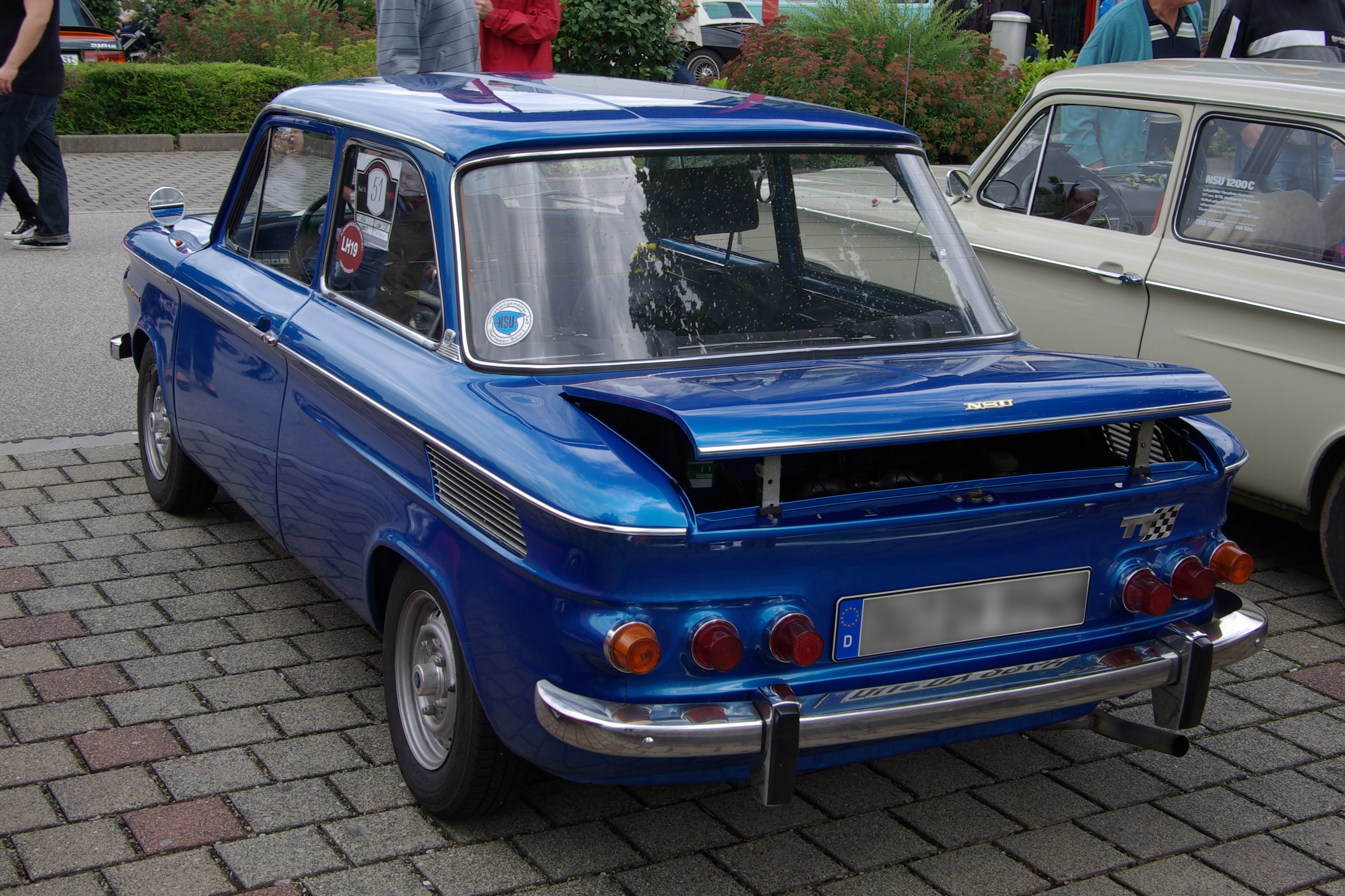
NSU Prinz 1000 TT (vista posterior)

## TT (Typ 67c)
En 1967, el Prinz 1000 TT evolucionó para convertirse en el «TT» (también denominado «1200 TT»). El motor obtenía 65 CV (48 kW) de sus 1177 cc, el peso se incrementó en 5 kg y la velocidad máxima aumentó hasta 153 km/h. Algunos preparadores ofrecieron motores de hasta 1300 cc y 130 CV (96kW) e incluso existieron unidades con inyección mecánica de combustible. La denominación «Prinz» se dejó de utilizar en 1967 para los modelos de cuatro cilindros.
En lugar de la franja negra entre los faros, este modelo lucía una franja cromada con la inserción de una línea negra.
Hasta el fin de su producción en julio de 1972 se fabricaron 49.327 NSU TT con el motor de 1,2 litros.

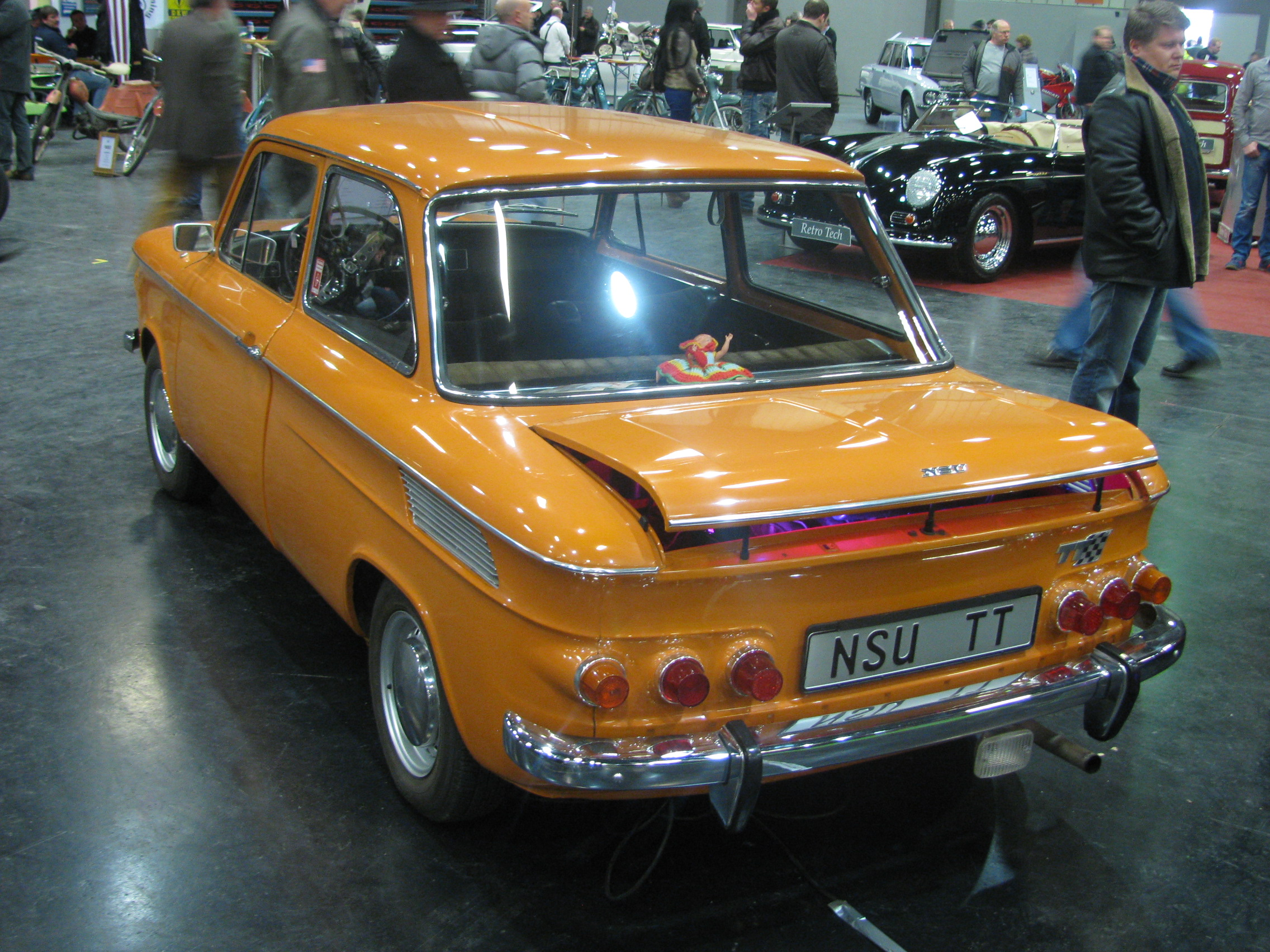
NSU TT (vista posterior)

## TTS (Typ 67f)
En febrero de 1967 se lanzó el TTS, especialmente destinado a la competición automovilística y los rallyes. En los primeros meses la denominación seguía siendo «Prinz 1000 TTS». Estos vehículos fueron concebidos como sedanes deportivos, cuya favorable relación peso/potencia se anticipaba al concepto del VW Golf GTI. Así, el TTS de serie obtenía 70 CV (51 kW) de sus 996 cc de cilindrada mediante la utilización de dos carburadores dobles Solex y una relación de compresión de 10,5:1, mientras que las versiones modificadas llegaban incluso a superar los 85 CV (65kW). Esta potencia era equivalente a la que ofrecían en aquel momento los modelos de segmentos superiores; sin embargo, el TTS pesaba sólo 700 kg. Las ruedas tenían caída negativa tanto en el eje delantero como en el trasero. 
La maniobrabilidad de los TTS les aportó éxitos en carreras de montaña y competiciones de slalom, incluso mucho después de cesar su fabricación.
El TTS se distingue por su inscripción en la franja cromada con inserción negra entre los faros y por sus letras cromadas en la parte posterior. En la parte delantera hay instalado un radiador de aceite adicional. En la toma de aire del compartimento del motor hay tres orificios para el radiador de aceite.
Hasta julio de 1971 se fabricaron 2.402 unidades de este modelo, repartidos en «campañas de producción» que se lanzaban aproximadamente cada 3 meses.

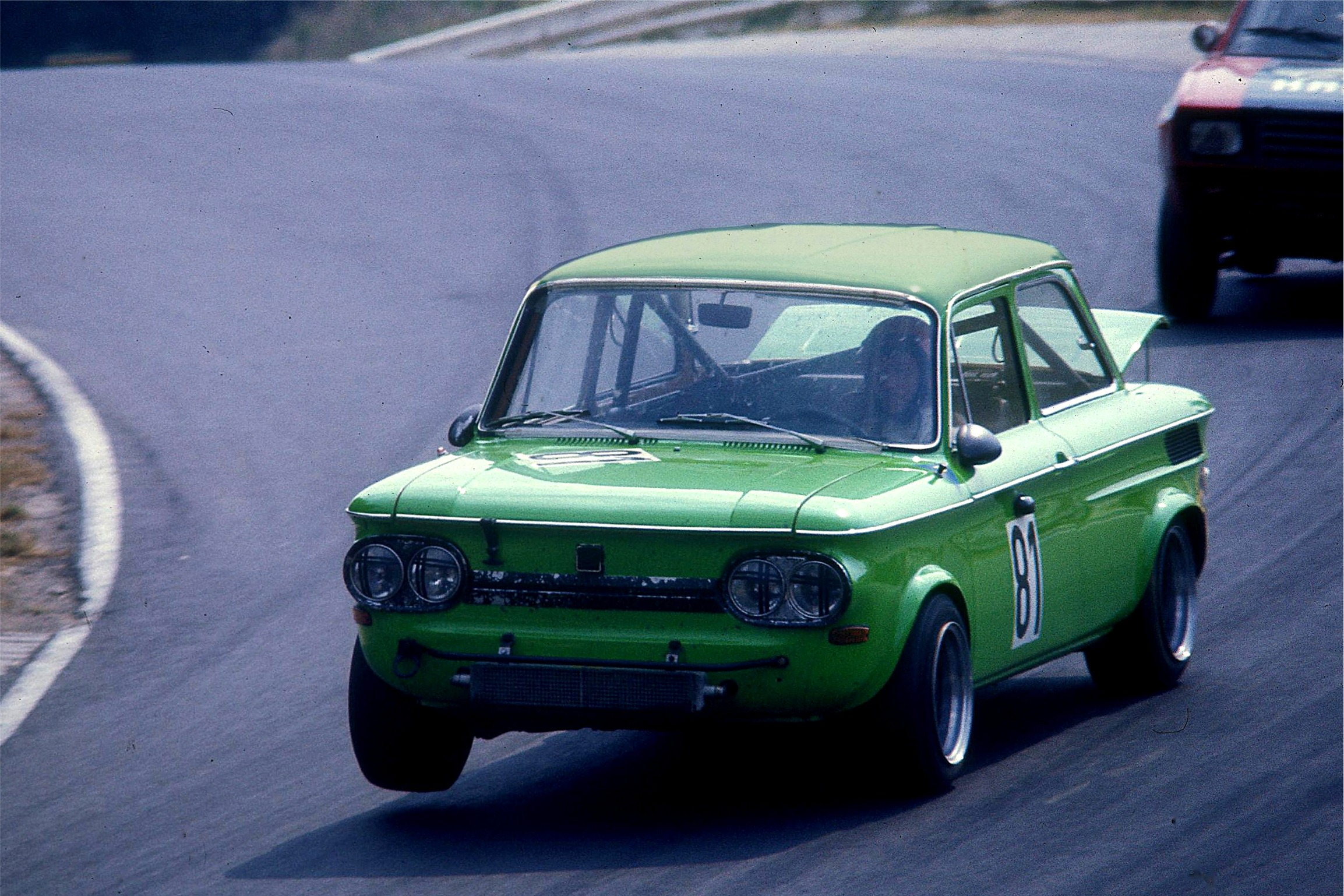
NSU TTS en Nürburgring durante los entrenamientos para el Gran Premio de Turismos de 1976